# Popilne, Berezanka
Popilne (în ucraineană Попільне) este un sat în așezarea urbană Berezanka din regiunea Mîkolaiiv, Ucraina.

## Demografie
Componența lingvistică a localității Popilne
     Ucraineană (92,82%)
     Rusă (5,52%)
     Alte limbi (0,55%)
Conform recensământului din 2001, majoritatea populației localității Popilne era vorbitoare de ucraineană (92,82%), existând în minoritate și vorbitori de rusă (5,52%).